# ジョイユ・デ・オリベイラ
ジョイユ・デ・オリベイラ（Johil de Oliveira、1969年8月7日 - ）は、ブラジルの男性総合格闘家。リオデジャネイロ州出身。ジョイユ・チーム所属。
ルタ・リーブリの強豪選手。凶暴なファイトスタイルとは裏腹に弁護士の資格を持つ。

## 来歴
1996年4月5日、Universal Vale Tudo Fighting 1で初来日。SAWの長瀬玲にドクターストップでTKO勝ち。
1999年4月27日、IVCミドル級（-83kg）王座決定戦でペレと対戦し、0-3の判定負けで王座獲得に失敗した。
2000年6月4日、PRIDE.9の第1試合において、マット・セラと対戦予定であったが、入場時の演出事故により全身に大火傷を負うアクシデントが発生し、試合が中止となった（この後、PRIDEでは火薬を使用した演出を行わなくなった）。
その後、日本での入院生活を経て、同年12月23日のPRIDE.12にて復帰、カーロス・ニュートン戦でPRIDEデビューを果たすも、判定負け。リングへの入場時には消火器を持って入場。リングネームをジョイユ・デ・"ファイア"・オリベイラとした。
2001年5月27日、PRIDE.14でニーノ・"エルビス"・シェンブリと対戦し、腕ひしぎ十字固めによる一本負け。リングへの入場時には、半纏を着た火消しスタイルで登場。
2002年2月22日、PRIDEの登竜門的大会THE BESTにて高瀬大樹と対戦、0-3の判定負け。
2004年9月11日、Cage Rage 8でマーク・ウィアーと対戦し、肩固めによる一本負けを喫した。

## 戦績
| 総合格闘技 戦績 | 総合格闘技 戦績 | 総合格闘技 戦績 | 総合格闘技 戦績 | 総合格闘技 戦績 | 総合格闘技 戦績 | 総合格闘技 戦績 |
| --------------- | --------------- | --------------- | --------------- | --------------- | --------------- | --------------- |
| 29 試合         | (T)KO           | 一本            | 判定            | その他          | 引き分け        | 無効試合        |
| 14 勝           | 2               | 7               | 5               | 0               | 1               | 1               |
| 13 敗           | 2               | 5               | 6               | 0               | 1               | 1               |

| 勝敗 | 対戦相手                       | 試合結果                           | 大会名                                                   | 開催年月日     |
| －   | アレッサンドロ・フェレイラ     | 1R 0:32 ノーコンテスト（反則）     | Jungle Fight 22                                          | 2010年9月18日  |
| ×    | アイヴァン・イベリコ           | 2R 3:50 TKO（パンチ連打）          | Inka FC 6: Peru vs. Brazil                               | 2009年7月16日  |
| ○    | ホドリゴ・ハッカミー           | 1R 3:04 チキンウィングアームロック | Jungle Fight 14: Ceara                                   | 2009年5月9日   |
| ○    | ダニーロ・ノローニャ           | 5分3R終了 判定3-0                  | Jungle Fight 11                                          | 2008年9月13日  |
| ×    | ホドリゴ・ダム                 | 5分3R終了 判定                     | Universidade Fight Show 1                                | 2007年10月7日  |
| ○    | ジョナタス・ノヴァエス         | 判定                               | Open Fight                                               | 2007年8月4日   |
| ×    | ハファエル・ドス・アンジョス   | 1R 2:50 チョークスリーパー         | Juiz de Fora: Fight 4                                    | 2007年4月14日  |
| ×    | レオポルド・ソアレス           | 5分3R終了 判定1-2                  | Juiz de Fora: Fight 3                                    | 2006年4月8日   |
| ×    | アレッシャンドリ・バロス       | TKO（ドクターストップ）            | Rio MMA Challenge 1                                      | 2005年5月12日  |
| ×    | マーク・ウィアー               | 1R 1:35 肩固め                     | Cage Rage 8: Knights of the Octagon                      | 2004年9月11日  |
| ×    | シウマウ・ホドリゴ             | 5分3R終了 判定0-3                  | Bitetti Combat Nordeste 2                                | 2003年3月20日  |
| ×    | 高瀬大樹                       | 5分3R終了 判定0-3                  | THE BEST                                                 | 2002年2月22日  |
| ×    | ニーノ・"エルビス"・シェンブリ | 1R 7:17 腕ひしぎ十字固め           | PRIDE.14                                                 | 2001年5月27日  |
| ×    | カーロス・ニュートン           | 10分2R終了 判定0-3                 | PRIDE.12                                                 | 2000年12月9日  |
| ×    | ペレ                           | 30分1R終了 判定0-3                 | IVC 11: The Tournament is Back 【IVCミドル級王座決定戦】 | 1999年4月27日  |
| ○    | ダレル・ゴーラー               | 30分1R終了 判定3-0                 | IVC 5: The Warriors 【1回戦】                            | 1998年4月26日  |
| ×    | ヴァリッジ・イズマイウ         | 1R 9:48 ギブアップ（パンチ連打）   | IVC 3: The War Continues                                 | 1997年12月10日 |
| ○    | ジョアン・ボスコ               | 1R 8:33 TKO（パンチ連打）          | IVC 2: A Question of Pride                               | 1997年9月15日  |
| ○    | ペレ                           | 30分1R終了 判定3-0                 | World Vale Tudo Championship 4                           | 1997年3月16日  |
| ○    | コギ・レーマン                 | 1R 0:45 チョークスリーパー         | World Vale Tudo Championship 4                           | 1997年3月16日  |
| ○    | クリスチャン・ケサーダ         | 1R 4:59 ギブアップ                 | Universal Vale Tudo Fighting 5                           | 1997年1月30日  |
| ○    | クラウジオノール・シウバ       | 1R 6:47 ギブアップ（打撃）         | BVF 6: Campeonato Brasileiro de Vale Tudo 1              | 1996年11月1日  |
| ○    | エルナンド・ドス・サントス     | 1R 2:49 チョークスリーパー         | BVF 6: Campeonato Brasileiro de Vale Tudo 1              | 1996年11月1日  |
| △    | ジョン・ルイス                 | 5分3R終了 ドロー                   | Extreme Fighting 3                                       | 1996年10月18日 |
| ○    | ルイス・フラガ                 | 10分2R終了 判定                    | Brazilian Vale Tudo Fighting 2                           | 1996年5月31日  |
| ○    | クラウジオノール・シウバ       | 1R 5:11 チョークスリーパー         | Brazilian Vale Tudo Fighting 2                           | 1996年5月31日  |
| ○    | アレッシャンドリ・サガッテ     | 1R 2:23 腕ひしぎ十字固め           | Brazilian Vale Tudo Fighting 2                           | 1996年5月31日  |
| ○    | 長瀬玲                         | 1R終了時 TKO（ドクターストップ）   | Universal Vale Tudo Fighting 1                           | 1996年4月5日   |
| ×    | クレシオ・デ・スーザ           | 1R チョークスリーパー              | Duelo de Titas                                           | 1995年9月1日   |